# Epichnopterix radiella
Epichnopterix radiella är en fjärilsart som beskrevs av Curtis 1837. Epichnopterix radiella ingår i släktet Epichnopterix och familjen säckspinnare. Inga underarter finns listade i Catalogue of Life.